# Dale of Norway
Pour les articles homonymes, voir Dale.
Dale of Norway (plus communément « Dale ») est une entreprise norvégienne fondée en 1879. Elle reste réputée pour ses pulls en pure laine vierge et principalement ses tricots norvégiens. Elle est installée à Dale (en), centre administratif de la commune de Vaksdal. L'entreprise appartient au groupe français Rossignol depuis 2018, lui même appartenant au groupe suédois Altor Equity Partners (en).

## Historique
Peter Jebsen (en) (1824-1892) établi pour la première fois une usine textile à Dale en 1872 ; celle-ci est achevée sept ans plus tard et porte le nom de Dale Fabrikker. Le site reste un endroit idéal pour établir une usine de production textile utilisant l'énergie hydroélectrique naturelle, à proximité du fleuve Dale.  

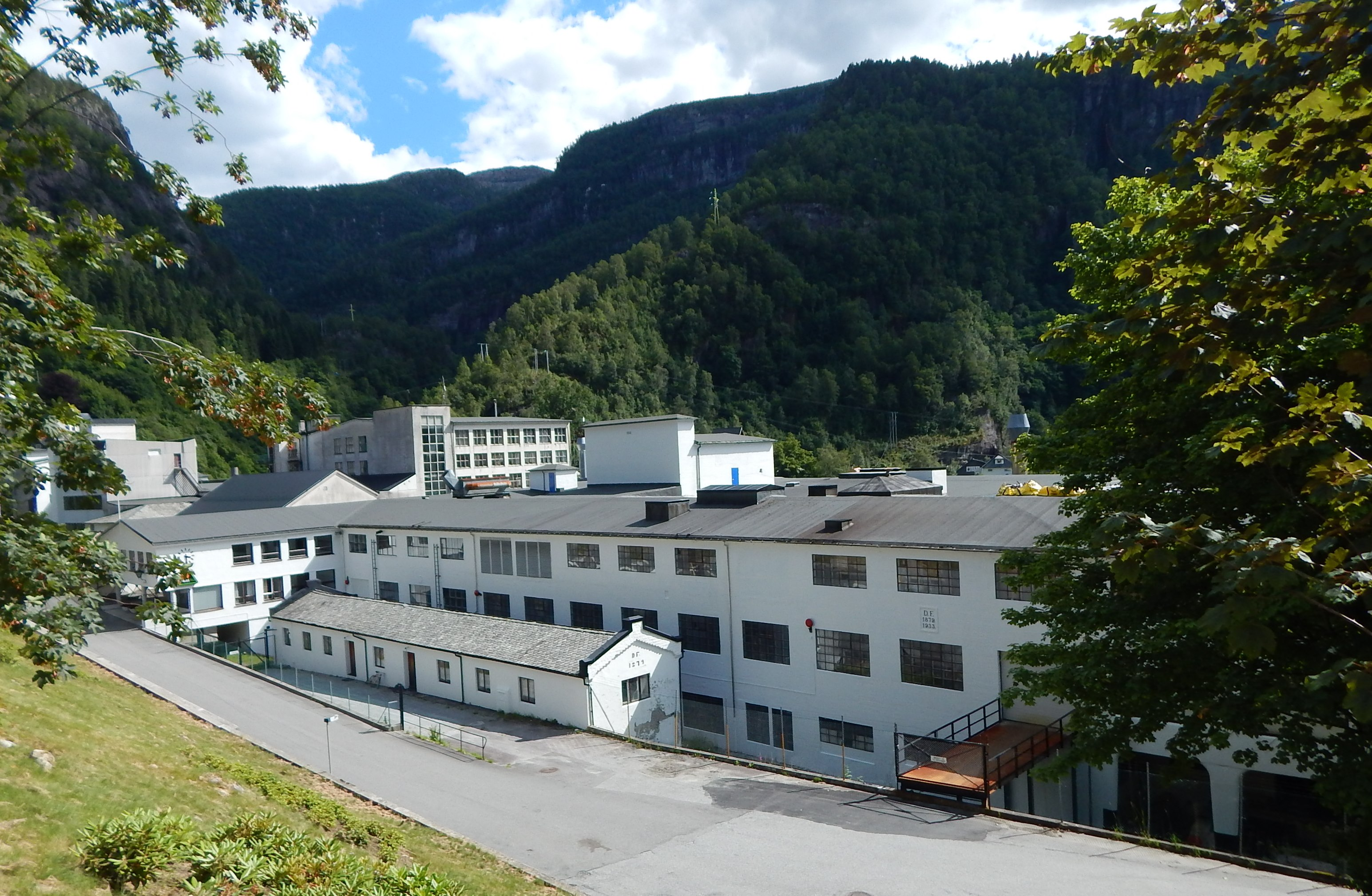
Installations de Dale of Norway.

À partir de 1912, l'entreprise Dale assure la production de laine peignée dans une nouvelle filature. 
Après la Seconde Guerre mondiale, l'usine développe les exportations de ses pulls en maille. À partir de 1954, la marque collabore avec l'équipe nationale norvégienne de ski alpin et deux ans plus tard, Dale of Norway devient l'équipementier des pulls de cette équipe, puis fourni le survêtement pour l'ensemble des participants norvégiens aux Jeux Olympiques (entraineurs, sportifs ou staff). L'entreprise reçoit du Comité international olympique le droit d'utiliser les symboles olympiques. Les pulls créés pour les Jeux olympiques, année après année, portent le nom des manifestations comme « Sarajevo », « Calgary » ou « Lillehammer ». En complément des pulls, Dale commercialise également bonnets, écharpes, mitaines ou jambières. Chaque pull bénéficie du sigle Woolmark.
En 2018, le groupe Rossignol achète Dale of Norway,.

### Source
- Caroline Cox (préf. Cameron Silver (en)), Le luxe en héritage : Secrets d'ateliers des grandes maisons, Dunod, 2014 (1re éd. 2013), 285 p. (ISBN 978-2-10-070551-1), « 1879 : Dale », p. 136 à 139.